# Pac 'n Roll
Pac 'n Roll (パックンロール) (også stavet Pac and Roll) er et Nintendo-spil om den i forvejen populære Pac-Man, der denne gang ikke blot er en cirkel, men en slags hoppebold med ører, næse og store øjne. Dette spil gælder på en måde om det samme som det originale Pacman-spil, denne gang har man bare en skærm for sig selv til at rulle Pacman'en og en anden skærm, hvor man kan se landskab, spøgelser, oste og Bonus-bærret. I dette spil er der også en boss med der er ved enden af hver verden. I spillet kan man også få specielle hjelme der gør forskellige ting. Og så er der også ekstra-liv.
| computerspil | Spire Denne computerspilsrelaterede artikel er en spire som bør udbygges. Du er velkommen til at hjælpe Wikipedia ved at udvide den. |